# Jihlava (flod)
Jihlava (tysk: Igel) er en flod i Tjekkiet, en højre biflod til Svratka. Den har sin oprindelse i Jihlava i Křemešník-højlandet i en højde af 665 m og strømmer til Nové Mlýny-reservoirerne, hvor den løber ud i Svratka-floden. Den er 180,8 km lang, og dens afvandingsareal er 2.997 km2.
Det løber gennem adskillige byer og landsbyer, herunder Jihlávka, Horní Ves, Horní Cerekev, Batelov, Dolní Cerekev, Kostelec, Dvorce, Rantířov, Jihlava, Malý Beranov, Luka nad Jihlavou, Bítovíze ,, řslav, Bítovíze ,, bíč, Vladislav, Kramolín, Mohelno, Biskoupky, Ivančice, Moravské Bránice, Nové Bránice, Dolní Kounice, Pravlov, Kupařovice, Medlov, Pohořelice, Přibice, Ivaň.
Dalešice-vandkraftværket, med Dalešice- og Mohelno-dæmningerne, er bygget på floden.
De længste bifloder til floden er Oslava, Brtnice og Rokytná .